# Khairul Amri
Mohammad Khairul Amri bin Mohammad Kamal (sinh ngày 14 tháng 3 năm 1985) là một cầu thủ bóng đá chuyên nghiệp người Singapore chơi ở vị trí tiền đạo cho Felda United tại S.League. Anh được biết đến là một cầu thủ sở hữu tốc độ, kỹ năng rê bóng khéo léo và sút uy lực bằng cả hai chân. Anh từng có lần đầu tiên là "Cầu thủ xuất sắc nhất mùa" của Lions cho màn trình diễn trong S.League mùa 2006 vào ngày 4 tháng 1 năm 2007.

## Sự nghiệp câu lạc bộ

### Young Lions
Bên cạnh Baihakki Khaizan, Shahril Ishak và Hassan Sunny, Khairul Amri là một cầu thủ thuộc lò đầu tiên của Học viện bóng đá quốc gia tốt nghiệp năm 2000. Amri từng chơi cho đội bóng của S.League Young Lions FC, nơi anh bắt đầu sự nghiệp bóng đá chuyên nghiệp của mình.
Mùa giải S.League 2006 là một mùa giải đột phá với riêng cầu thủ trẻ Amri khi anh ghi được 20 bàn thắng trên tất cả các đấu trường, trong đó có 4 bagger trong một trận đấu tại Malaysia FA Cup. Amri là một trong số những cầu thủ ghi nhiều bàn trong mùa S.League 2006 và đa số bàn thắng của anh đều đến từ chấm đá phạt. Anh tiếp tục nhận băng đội trưởng của Young Lions năm 2007 sau khi cựu đội trưởng Baihakki Khaizan rời đội bóng để gia nhập Geylang International

### Persiba Balikpapan
Năm 2010, Amri chuyển ra nước ngoài thi đấu lần đầu tiên để gia nhập đội bóng của Indonesia Persiba Balikpapan. Anh đã chứng minh quyết định gia nhập đội bóng Indonesia của mình là một cơ hội hiếm có, không chỉ để anh tự chứng tỏ bản thân ở nước ngoài với tư cách cầu thủ mà còn để mở rộng sự chú ý của nền bóng đá Singapore. Việc gia nhập đội bóng này còn cho phép Amri được trải nghiệm nhiều loại thử thách khác nhau sau 5 năm chơi bóng tại S.League. Cùng với đội bóng, anh mơ ước khởi đầu thời gian thi đấu ở nước ngoài bằng việc cố gắng ghi bàn trong trận ra mắt. Tuy nhiên chấn thương rách bắp chân đã khiến thời gian của Amri thi đấu cho đội bóng Indonesia chỉ diễn ra rất ngắn. Anh kết thúc mùa giải duy nhất cùng Persiba Balikpapan với 9 bàn trong 23 trận.

## Sự nghiệp quốc tế
Amri từng đại diện cho Singapore ở nhiều cấp độ quốc tế khi từng khoác áo các lứa U23, U18, U16 và một vài cấp độ khác. Anh có trận ra mắt đội tuyển quốc gia đối đầu Oman năm 2004. Anh ghi bàn thắng đầu tiên trong trận chung kết lượt đi của Cúp AFF 2004 trước Indonesia. Một vài tháng sau, anh nổ súng trong trận mở màn với chiến thắng 2-0 tại vòng loại Cúp bóng đá châu Á 2007 trước đương kim vô địch Iraq với một quả đá phạt. Anh tiếp tục lặp lại thành tích này thêm lần nữa trong trận tái đấu của họ mặc dù Singapore để thua trận đấu đó với tỉ số 4-2. Sau trận đấu đầu tiên của vòng loại World Cup 2022 gặp Yemen, Khairul Amri chính thức giã từ đội tuyển quốc gia sau 15 năm gắn bó, tổng cộng anh đã thi đấu 132 trận và ghi được 32 bàn thắng.

## Thống kê sự nghiệp

### Bàn thắng quốc tế
Bàn thắng và kết quả của Singapore được để trước.
| #  | Ngày                 | Địa điểm                        | Đối thủ      | Bàn thắng | Kết quả | Giải đấu                 |
| -- | -------------------- | ------------------------------- | ------------ | --------- | ------- | ------------------------ |
| 1  | 13 tháng 10 năm 2004 | Singapore                       | Ấn Độ        | 1–0       | 2–0     | Vòng loại World Cup 2006 |
| 2  | 15 tháng 12 năm 2004 | Hải Phòng, Việt Nam             | Campuchia    | 1–0       | 3–0     | Tiger Cup 2004           |
| 3  | 8 tháng 1 năm 2005   | Jakarta, Indonesia              | Indonesia    | 1–1       | 3–1     | Tiger Cup 2004           |
| 4  | 4 tháng 2 năm 2006   | Kuwait City, Kuwait             | Kuwait       | 1–2       | 2–2     | Giao hữu                 |
| 5  | 22 tháng 2 năm 2006  | Singapore                       | Iraq         | 1–0       | 2–0     | Vòng loại Asian Cup 2007 |
| 6  | 11 tháng 10 năm 2006 | Al-Ain, Iraq                    | Iraq         | 1–4       | 2–4     | Vòng loại Asian Cup 2007 |
| 7  | 7 tháng 2 năm 2007   | Choa Chu Kang, Singapore        | Philippines  | 1–1       | 4–1     | Giao hữu                 |
| 8  | 15 tháng 1 năm 2007  | Singapore                       | Lào          | 1–0       | 11–0    | AFF Cup 2007             |
| 9  | 4 tháng 2 năm 2007   | Bangkok, Thái Lan               | Thái Lan     | 1–1       | 1–1     | AFF Cup 2007             |
| 10 | 22 tháng 10 năm 2009 | Thành phố Hồ Chí Minh, Việt Nam | Turkmenistan | 1–2       | 4–2     | Giao hữu                 |
| 11 | 16 tháng 10 năm 2012 | Singapore                       | Indonesia    | 1-0       | 2–0     | Giao hữu                 |
| 12 | 19 tháng 11 năm 2012 | Singapore                       | Pakistan     | 1–0       | 4–1     | Giao hữu                 |
| 13 | 1 tháng 12 năm 2012  | Shah Alam, Malaysia             | Lào          | 1–3       | 4-3     | AFF Cup 2012             |
| 14 | 12 tháng 12 năm 2012 | Singapore                       | Philippines  | 1–0       | 1–0     | AFF Cup 2012             |
| 15 | 19 tháng 12 năm 2012 | Singapore                       | Thái Lan     | 1–1       | 3–1     | AFF Cup 2012             |
| 16 | 4 tháng 6 năm 2013   | Yangon, Myanmar                 | Myanmar      | 1–0       | 2–0     | Giao hữu                 |
| 17 | 10 tháng 10 năm 2013 | Singapore                       | Lào          | 1–0       | 1–0     | Giao hữu                 |
| 18 | 15 tháng 10 năm 2013 | Singapore                       | Syria        | 1–1       | 2–1     | Vòng loại Asian Cup 2015 |
| 19 | 4 tháng 2 năm 2014   | Singapore                       | Jordan       | 1–1       | 2–1     | Vòng loại Asian Cup 2015 |
| 20 | 14 tháng 10 năm 2014 | Đãng Tử, Ma Cao                 | Ma Cao       | 1–0       | 2–2     | Giao hữu                 |
| 21 | 14 tháng 10 năm 2014 | Đãng Tử, Ma Cao                 | Ma Cao       | 2–0       | 2–2     | Giao hữu                 |
| 22 | 13 tháng 11 năm 2014 | Yishun, Singapore               | Lào          | 1–0       | 2–0     | Giao hữu                 |
| 23 | 17 tháng 11 năm 2014 | Yishun, Singapore               | Campuchia    | 1–2       | 4–2     | Giao hữu                 |
| 24 | 23 tháng 11 năm 2014 | Kallang, Singapore              | Thái Lan     | 1–2       | 1–2     | AFF Cup 2014             |
| 25 | 29 tháng 11 năm 2014 | Kallang, Singapore              | Malaysia     | 1–1       | 1–3     | AFF Cup 2014             |
| 26 | 30 tháng 5 năm 2015  | Dhaka, Bangladesh               | Bangladesh   | 1–2       | 1–2     | Giao hữu                 |
| 27 | 6 tháng 6 năm 2015   | Jurong, Singapore               | Brunei       | 1–0       | 5–1     | Giao hữu                 |
| 28 | 6 tháng 6 năm 2015   | Jurong, Singapore               | Brunei       | 4–1       | 5–1     | Giao hữu                 |
| 29 | 11 tháng 6 năm 2015  | Phnôm Pênh, Campuchia           | Campuchia    | 1–0       | 4–0     | Vòng loại World Cup 2018 |
| 30 | 8 tháng 10 năm 2015  | Singapore                       | Afghanistan  | 1–0       | 1–0     | Vòng loại World Cup 2018 |
| 31 | 28 tháng 7 năm 2016  | Phnôm Pênh, Campuchia           | Campuchia    | 1–1       | 1–2     | Giao hữu                 |
| 32 | 26 tháng 11 năm 2016 | Bocaue, Philippines             | Indonesia    | 1–0       | 1–2     | AFF Cup 2016             |